# سامي هوارث
سامي هوارث (بالإنجليزية: Sammy Howarth)‏ (1 فبراير 1971 في المملكة المتحدة - ) هي لاعبة كرة قدم بريطانية في مركز الدفاع. شاركت مع منتخب إنجلترا لكرة القدم للسيدات. أما مع النوادي، فقد لعبت مع نادي ليفربول لكرة القدم للسيدات وDoncaster Rovers Belles L.F.C. ‏ وAFC Wimbledon Women ‏ وSouthampton Saints Girls & Ladies F.C. ‏ وTranmere Rovers L.F.C. ‏.